# 영남이공대학교
영남이공대학교(嶺南理工大學校, Yeungnam University College)은 대한민국 대구광역시 남구에 있는 전문대학이다.
1968년 2월 15일에 설립되었고 같은 해 3월 1일에 개교한 대한민국의 대구광역시에 위치한 사립 전문대학이며, 학교법인 영남학원에 소속되어 있다.
영남이공대학교는 인간교육과 생산교육을 추진함으로써 민족중흥의 새 역사창조에 기여한다는 창학정신을 바탕으로 기업과 대학의 협력에 의한 양방향 맞춤교육과 최적화된 교육환경을 갖추고 있는 대한민국의 대표적인 전문대학이다. 특히 2,260여개 업체와 산학협동시스템을 갖추어 취업은 물론 맞춤식 교육, 공동프로젝트 수행 등 산학협력의 모범 대학으로 교육부가 선정하는 세계적 수준의 전문대학 육성사업(WCC)에 8년 연속 선정되며 실습 위주 교육과 현장 중심의 실용 전문직업기술교육을 통해 차별화･특성화･전문화된 인재를 양성하고 있다.

## 역사
- 2013~2020 국가고객만족도조사(NCSI) 8년 연속 전문대학 부문 전국 1위
- 2011~2018 세계적 수준의 전문대학(WCC) 8년 연속 선정
- 2018~2023 고숙련 일학습병행제(P-Tech)사업 선정
- 2017~2022 사회맞춤형 산학협력 선도대학 육성사업(LINC+사업)선정
- 2019~2021 취업보장형 고교·전문대 통합교육(Uni-Tech) 육성사업 선정
- 2019~2020 메이커스페이스 구축·운영사업 선정
- 2019 창업보육센터 운영지원사업 선정
- 2019~2020 벤처창업보육센터 지원사업 선정
- 2016~2022 창의융합형 공학인재양성 육성사업 선정
- 2019~2020 중소기업 기술사관 육성사업 선정
- 2014~2019 글로벌현장학습 국비지원 누적 수혜금액 6년 연속 1위
- 2016~2019 교육국제화역량인증제 4년 연속 최우수 대학
- 2019~2022 전문대학 혁신지원사업 선정
- 2014~2015 세계로 프로젝트 사업 선정
- 2016~2021 청해진 대학 사업 선정
- 2016~2021 대학 일자리센터 사업 선정
- 2016~2018 케이·무브(K-Move)사업 선정
- 2014~2018 특성화 전문대학 육성사업 선정
- 2011~2017 평생학습 중심대학 육성사업 선정
- 2011~2016 창업선도대학 육성사업 선정
- 2015 고교·전문대 통합교육 유니테크 사업 선정
- 2008~2013 교육역량강화사업 6년 연속 전국 최다 선정
- 중소기업기술사관육성사업

## 주요성과
• 2020년 국가고객만족도 전문대학 부문 8년 연속 1위
• 전문대학 혁신지원사업(Ⅲ유형) 평가 최우수 ‘A등급’ 획득
• 전문대학 혁신지원사업(I유형) 연차평가 A등급 획득
• 일자리센터, 3년 연속 우수대학 선정
• 4년연속 국제화역량 인증대학선정
• 국가고객만족도 7년연속 전국1위
• 일자리센터 2년 연속 우수대학 선정
• 지역 전략사업 인재 육성 '특성화사업', 국가고객만족도 6년 연속 1위
• NCSI 전문대학 부문 1위 영남이공대 '자체 설문조사 통해 교육품질 개선'
• 국가고객만족도(NCSI) 전문대학 부문 5년 연속1위
• 기술융합형 고숙련 일학습병행제(P-Tech) 사업 선정
• 글로벌현장학습사업에 48명 파견
• 세계적 수준 전문대학(WCC) 7년 연속 선정
• 특성화전문대학육성사업 최우수등급 획득
• 영남권 전문대 중 글로벌현장학습 지원금 최다 확보
• 교육국제화역량 인증대학 선정
• NCSI 전문대학 부문 1위
• 6년 연속 '평생학습중심대학지원사업' 선정
• 6년 연속 창업선도대학 선정
• 전문대 최초 아셈듀오 장학사업에 선정
• 케이-무브스쿨 선정
• '청해진 대학 사업' 선정
• 대학창조 일자리센터 운영대학에 선정
• 메카트로닉스형 인재양성, 유니테크 사업에 선정
• 전공심화과정, 운영성과경진대회 최우수상 수상
• 특성화전문대 육성사업 '매우 우수'
• 특성화 전문대학 육성사업 & 세계로 프로젝트 선정
• 6년 연속 교육역량강화사업 선정
• 공학기술교육혁신거점센터 선정

## 교육편제
다음은 영남이공대학교의 교육편제 일람이다.
| 간호대학                                                                                              | 생산기술대학 | 토목건축학부      | 경영학부                                                        | 관광외식학부 |
| --- | --- | ----------------- | --------------------------------------------------------------- | --- |
| - 간호학과                                                                                            | - 기계계열 - 기계설계전공 - CAM전공 - 로봇·메카트로닉스전공 - 금속·금형설계전공 - 자동차부품설계전공 - 화장품화공계열 - 화장품제약전공 - 화학공학전공 - 에너지화공전공 - 전기자동화과 - 전자정보계열 - 정보통신전공 - 전자시스템전공 - 반도체시스템전공 | - 건축과 - 토목과 | - 경영계열 - 부동산‧금융전공 - 마케팅·빅데이터전공 - 세무회계과 | - 식음료조리계열 - 조리전공 - 식품영양전공 - 관광계열 - 호텔관광전공 - 항공서비스전공 - 카지노&Surveillance전공 |
| 보건복지학부                                                                                          | 공학계열 | 인문사회계열      | 자연과학계열                                                    | 예체능계열 |
| - 보건의료행정과 - 사회복지‧보육과 - 뷰티스쿨 - 박승철헤어전공 - 스킨케어전공 - 물리치료과 - 치위생과 | - 자동차과 - 자동차검사·정비전공 - 자동차시험·설계전공 - 컴퓨터정보과 - 사이버보안과 | - 부사관과        | - 패션디자인마케팅과                                            | - 디자인스쿨 - 시각디자인전공 - 인테리어디자인전공 - 영상크리에이트전공 - 콘텐츠디자인전공                      |

## 같이 보기
- 대한민국의 교육